# Overlord
Overlord (オーバーロード, Ōbārōdo) és una sèrie de novel·les lleugeres japoneses escrita per Kugane Maruyama i il·lustrada per so-bin. La sèrie es va començar a serialitzar per internet el 2010, abans de ser adquirida per Enterbrain. Se n'han publicat setze volums des del juliol de 2012. Satoshi Ōshio va començar-ne una adaptació de manga el 26 de novembre de 2014, amb art de Hugin Miyama, a la revista de manga Comp Ace de Kadokawa Shoten.
Madhouse va adaptar la novel·la a un anime, que consta de quatre temporades de tretze episodis cadascuna. La primera temporada es va emetre de juliol a setembre de 2015. Al febrer i març de 2017 se'n van estrenar al Japó dues pel·lícules d'anime recopilatòries que resumeixen els esdeveniments de la primera temporada, respectivament. La segona temporada va durar de gener a abril de 2018, la tercera temporada de juliol a octubre de 2018 i la quarta temporada de juliol a setembre de 2022. Les dues primeres temporades de l'anime s'han doblat al català per la distribuïdora Selecta Visión.

## Argument
L'any 2126 va sortir al mercat un joc de rol en línia multijugador massiu o DMMORPG anomenat YGGDRASIL, que destacava respecte als altres DMMORPG perquè donava un control molt al jugador. Després d'un intens recorregut de dotze anys, però els servidors del joc tancaran i en Momonga, líder del gremi Ainz Ooal Gown, que havia estat format per 41 membres i es considerava un dels gremis més forts del joc, decideix romandre connectat fins que tanquin el joc. En els minuts abans de l'aturada convida els membres del gremi restant, però d'aquests només apareix un i només una estona abans de marxar. Tot i que està trist per això, accepta la realitat que els seus amics tenen les seves altres vides per cuidar-se i decideix romandre connectat fins que els servidors es tanquin.
Després de l'hora de tancament dels servidors, en Momonga descobreix que han passat coses impressionants i misterioses. Encara és a la Gran Tomba de Nazarick, que és la base i llar del gremi Ainz Ooal Gown, també s'ha convertit realment en el seu personatge amb tots els poders i habilitats que això implica, els PNJ que el serveixen ara són éssers conscients i la seva base ja no és als pantans d'Yggdrasil, sinó que ha estat enviada a un món de fantasia on la màgia i les criatures místiques existeixen.
En Momonga s'adona que s'ha quedat atrapat al joc, prenent la forma del seu avatar. Llavors no pot fer servir les funcions normals dels jugadors, com ara el xat general o fins i tot de tancar la sessió. Sense cap altra opció, en Momonga es proposa saber si algun jugador com ell es troba en aquest nou món. Així doncs, adopta el nom del seu gremi, Ainz Ooal Gown, i en Momonga comença a explorar el món per mirar d'esbrinar què ha passat mentre busca algú o qualsevol cosa que el pugui ajudar a resoldre aquest misteri, i alhora intenta protegir Nazarick.

## Contingut de l'obra

### Novel·la lleugera
L'obra original és una sèrie de novel·les lleugeres escrita per Maruyama, amb il·lustracions de so-bin. Es va començar a serialitzar per internet el 2010 al web d'edició de novel·les Arcadia. També es va penjar al lloc web de publicació de novel·les Shōsetsuka ni Narō el 2012, abans de l'adquisició d'Enterbrain. D'ençà del 29 de juliol de 2022, la sèrie ha estat publicada per Enterbrain en setze volums, amb el primer volum publicat el 30 de juliol de 2012 i el setzè volum el 29 de juliol de 2022. Maruyama havia afirmat que la sèrie acabaria amb disset volums, però a l'epíleg de la segona part del volum 16, l'autor va anunciar que la sèrie acabaria al volum divuitè.

### Manga
Una adaptació a manga de Satoshi Ōshio, amb dibuixos de Hugin Miyama, es va començar a serialitzar a la revista de manga Comp Ace de Kadokawa Shoten el 26 de novembre de 2014.

### Anime
Es va adaptar primerament a un anime de 13 episodis, produït per Madhouse, que es va emetre entre el 7 de juliol i el 29 de setembre de 2015. L'adaptació a l'anime cobreix els volums 1-3 de les novel·les lleugeres. L'onzè volum d'edició limitada de la sèrie de novel·les lleugeres va incloure una OVA de 30 minuts, publicat el 30 de setembre de 2016. El 2017 es van estrenar dues pel·lícules recopilatòries d'Overlord que feien de resum de l'anime: la primera, titulada Overlord: El Rei immortal (オーバーロード 不死者の王, Ōbārōdō: Fushisha No Ō), es va estrenar el 25 de febrer de 2017; la segona, titulada Overlord: El Guerrer Negre (オーバーロード 漆黒の戦士, Ōbārōdo: Shikkoku no Senshi), es va estrenar l'1 de març de 2017.
La segona temporada d'Overlord es va anunciar a les projeccions de la segona pel·lícula recopilatòria. Es va estrenar el 9 de gener de 2018. Va tenir un total de 13 episodis. La segona temporada de l'adaptació animada cobreix els volums 4-6 de les novel·les lleugeres.
La tercera temporada es va estrenar el 10 de juliol de 2018. Amb 13 episodis com les temporades anteriors, la tercera temporada de l'adaptació animada cobreix els volums 7-9 de les novel·les lleugeres.
El 8 de maig de 2021, es va anunciar una quarta temporada i una pel·lícula de l'anime. La pel·lícula havia de cobrir l'Arc del Regne Sagrat de la sèrie. El personal i els actors de veu van repetir els seus papers a la quarta temporada, que es va emetre del 5 de juliol al 27 de setembre de 2022. La quarta temporada cobreix els volums 10, 11 i 14 de les novel·les lleugeres, mentre que la pel·lícula n'adapta els volums 12 i 13.
Al 29 Manga Barcelona, Selecta Visión va anunciar que doblaria Overlord al català juntament amb Assassination Classroom. El 13 de juny de 2024 es va estrenar la primera temporada a la plataforma de streaming AnimeBox i el dia 20 del mateix mes, la segona.
La pel·lícula d'anime, Overlord: el regne sagrat, es va estrenar als cinemes del Japó el 20 de setembre de 2024. Al 29 Manga Barcelona, Selecta Visión va anunciar el doblatge al català del film i que s'estrenaria el 10 de gener de 2025.

### Videojocs
Overlord va tenir primer un joc per a mòbils anomenat Mass for the Dead, que va sortir publicat a finals de 2019 al Japó, amb una versió global (en anglès) publicada a principis de 2020. Va rebre crítiques pobres, i els crítics van assenyalar que era bastant fàcil i no oferia res de nou en comparació amb la resta de videojocs gacha semblants. La versió global es va clausurar el 31 de març de 2021.
Un videojoc estil metroidvania titulat Overlord: Escape from Nazarick es va anunciar el 17 de desembre de 2021 per a Nintendo Switch i ordinadors (Steam). Va sortir a la venda el 16 de juny de 2022.

## Rebuda
El juny de 2015, abans que sortissin l'anime i el manga, la sèrie de novel·les lleugeres tenia unes 600.000 còpies impreses al Japó amb vuit volums. L'1 d'agost de 2015, la sèrie de novel·les lleugeres i manga tenia un total d'1 milió de còpies en circulació al Japó. Overlord va ser la sèrie de novel·les lleugeres més venuda del 2015. A desembre de 2021, la novel·la lleugera i el manga combinats tenien més d'11 milions de còpies en circulació.
La novel·la lleugera va ocupar el primer lloc a la guia anual de novel·les lleugeres de Takarajimasha Kono Light Novel ga Sugoi! el 2017, a la categoria tankōbon. Va ocupar-ne el quart lloc el 2018.
Després de veure'n l'adaptació a l'anime, Kotaku va qualificar Overlord de "magnífica fantasia de poder" que "aporta un tema molt relacionat per a qualsevol que hagi jugat a un MMORPG".